# Иван Узунов
 Тази статия е за революционера от ВДРО.  За революционера от ВМОРО вижте Иван Узунов (Куфалово).  
Иван Рачев Узунов е български революционер, деен участник в борбата за освобождението на Добруджа.

## Семейство
Роден е в българско семейство. От втория си брак има 2 деца: Марийка Иванова Рачева (р. 1936) и Йосиф Иванов Рачев (р. 1937).

## Дейност
Като 15-16-годишен младеж изпълнява роля на куриер и се среща с четниците на ВДРО Иван Матеев, Юрдан Паунов, Колю Йонков и др. През 1928 г. избягва в България и се установява в с. Равно, Балбунарско, откъдето започва участие в добруджанското освободително движение.
Участва в акции с Георги Илиев Ноев от с. Пожарево, Колю Йонков, Ангел Иванов и Марин Йорданов – водачи на групи, изпращани от ВДРО, а след това и от военното българско разузнаване. Взима участие в групата в Добрич при убийството на Йон Патони – убиеца на българския сенатор Христо Стефанов. Взема участие в сражението в с. Сърсънлар, където румънците убиват 3 българи, както и в сражението, в което е ранен Белчо Николов Петров и др. Сражавал се е с румънски въоръжени банди и жандармерия.
Познава лично Стефан Симеонов, майор Любен Киров, ген. Серафимов – тогава началник на разузнавателната служба, Иван Хаджииванов.
За заслуги към Родината е предложен за награда с народна пенсия през 1943 г.